# Larrousse LH95
Larrousse LH95 – samochód Formuły 1, zaprojektowany przez Robina Herda dla zespołu Larrousse na sezon 1995. Kierowcami mieli być Christophe Bouchut i Éric Bernard, ale zespół nie wystawił modelu z powodu problemów finansowych i LH95 nigdy nie wziął udziału w wyścigu.

## Historia
Zespół Larrousse w 1994 roku był zadłużony na 32 miliony franków. Wskutek tego Gérard Larrousse zaproponował Laurentowi Barlesiemu utworzenie nowego zespołu o nazwie Junior F1 Team ze wsparciem Petronasa, ale projekt nie doszedł do skutku. Nawiązał następnie kontakt z Jakiem Calvetem z grupy PSA Peugeot Citroën, ale koncern nie był zainteresowany przejęciem zespołu.
Larrousse zaczął więc negocjacje z Jeanem-Paulem Driotem z zespołu DAMS mające na celu bądź połączenie Larrousse'a i DAMS, bądź zakup samochodów DAMS GD-01. Driot jednak odmówił. Ponadto ze sponsorowania zespołu wycofały się kolejno Seita, Total i FFSA. Sytuację pogarszał fakt, że zespół miał otrzymać od rządu Francji sześć milionów franków zamiast piętnastu milionów, które dostał w 1994 roku.
Projekt wraz z modelami LH94 zakupił Jean Messaoudi, który miał zamiar walczyć o odszkodowanie za straty poniesione przez Larrousse'a wskutek wprowadzenia prawa Loi Évin, zakazującego reklamy tytoniu i alkoholu
Jako że projekt modelu LH95 nie był jeszcze gotowy – pod koniec 1994 roku projektant Robin Herd odszedł z zespołu, zawieszając prace nad samochodem z powodu braku pieniędzy – Larrousse poprosił o pozwolenie na opuszczenie dwóch pierwszych Grand Prix. Początkowo w charakterze kierowców chciano zatrudnić Érika Comasa i Emmanuela Collarda, jednak gdy ci się nie zgodzili, zespół postanowił zatrudnić Érika Bernarda oraz Christophe'a Bouchuta i Érika Hélary'ego, którzy ścigaliby się na zmianę. Wkrótce później inżynier Tim Holloway opuścił zespół. Zespół nie otrzymał również silników Forda, ponieważ nie był w stanie za nie zapłacić.
Ostatecznie przed Grand Prix San Marino zespół upadł.

## Wyniki
| Legenda oznaczeń w tabelach wyników Wyświetl szablon na nowej stronie | Legenda oznaczeń w tabelach wyników Wyświetl szablon na nowej stronie                                                                     |
| Oznaczenie                                                            | Wyjaśnienie |
| --------------------------------------------------------------------- | --- |
| Złoty                                                                 | Zwycięzca lub mistrzostwo |
| Srebrny                                                               | 2. miejsce lub wicemistrzostwo |
| Brązowy                                                               | 3. miejsce lub II wicemistrzostwo |
| Zielony                                                               | Ukończył, punktował (w klasyfikacji generalnej, gdy zdobył co najmniej jeden punkt na przestrzeni sezonu, poza trzema powyższymi opcjami) |
| Niebieski                                                             | Ukończył, nie punktował (w klasyfikacji generalnej, gdy nie zdobył co najmniej jednego punktu na przestrzeni sezonu)                      |
| Czerwony                                                              | Nie zakwalifikował się (NZ) |
| Czerwony                                                              | Nie prekwalifikował się (NPK) |
| Różowy                                                                | Nie ukończył (NU) |
| Różowy                                                                | Niesklasyfikowany (NS) (w klasyfikacji generalnej, gdy nie został sklasyfikowany w żadnym wyścigu sezonu)                                 |
| Czarny                                                                | Zdyskwalifikowany (DK) |
| Czarny                                                                | Wykluczony (WYK/EX) |
| Biały                                                                 | Nie wystartował (NW) |
| Biały                                                                 | Kontuzjowany (K/INJ) |
| Biały                                                                 | Wyścig odwołany (OD/C) |
| Bez koloru                                                            | Został wycofany (WYC/WD) |
| Bez koloru                                                            | Nie przybył (NP/DNA) |
| Bez koloru                                                            | Nie brał udziału w treningach (NT/DNP) |
| Bez koloru                                                            | Nie został zgłoszony (–) |
| Pogrubienie                                                           | Start z pole position |
| Kursywa                                                               | Najszybsze okrążenie wyścigu |
| †                                                                     | Nie ukończył, ale jego rezultat został zaliczony ze względu na przejechanie więcej niż 90% dystansu wyścigu.                              |
| *                                                                     | Sezon w trakcie |
| 1/2/3                                                                 | Punktowana pozycja w sprincie kwalifikacyjnym                                                                                             |
| Lista systemów punktacji Formuły 1                                    | |

| Sezon | Zespół                   | Silnik | Kierowcy           | Wyniki w poszczególnych eliminacjach | Wyniki w poszczególnych eliminacjach | Wyniki w poszczególnych eliminacjach | Wyniki w poszczególnych eliminacjach | Wyniki w poszczególnych eliminacjach | Wyniki w poszczególnych eliminacjach | Wyniki w poszczególnych eliminacjach | Wyniki w poszczególnych eliminacjach | Wyniki w poszczególnych eliminacjach | Wyniki w poszczególnych eliminacjach | Wyniki w poszczególnych eliminacjach | Wyniki w poszczególnych eliminacjach | Wyniki w poszczególnych eliminacjach | Wyniki w poszczególnych eliminacjach | Wyniki w poszczególnych eliminacjach | Wyniki w poszczególnych eliminacjach | Wyniki w poszczególnych eliminacjach | Wyniki kierowców | Wyniki kierowców | Wyniki konstruktora | Wyniki konstruktora |
| 1995  |                          |        |                    | BRA                                  | ARG                                  | SMR                                  | ESP                                  | MCO                                  | CAN                                  | FRA                                  | GBR                                  | DEU                                  | HUN                                  | BEL                                  | ITA                                  | POR                                  | EUR                                  | PAC                                  | JPN                                  | AUS                                  | Punkty           | Pozycja          | Punkty              | Pozycja             |
| ----- | ------------------------ | ------ | ------------------ | ------------------------------------ | ------------------------------------ | ------------------------------------ | ------------------------------------ | ------------------------------------ | ------------------------------------ | ------------------------------------ | ------------------------------------ | ------------------------------------ | ------------------------------------ | ------------------------------------ | ------------------------------------ | ------------------------------------ | ------------------------------------ | ------------------------------------ | ------------------------------------ | ------------------------------------ | ---------------- | ---------------- | ------------------- | ------------------- |
| 1995  | Junior Team Larrousse F1 | Ford   | Christophe Bouchut | -                                    | -                                    | WD                                   | -                                    | -                                    | -                                    | -                                    | -                                    | -                                    | -                                    | -                                    | -                                    | -                                    | -                                    | -                                    | -                                    | -                                    | 0                | NS               | 0                   | NS                  |
| 1995  | Junior Team Larrousse F1 | Ford   | Éric Bernard       | -                                    | -                                    | WD                                   | -                                    | -                                    | -                                    | -                                    | -                                    | -                                    | -                                    | -                                    | -                                    | -                                    | -                                    | -                                    | -                                    | -                                    | 0                | NS               | 0                   | NS                  |